# A regularitás axiómája
A regularitás axiómája (vagy másként a fundáltság illetve a jólfundáltság axiómája) a halmazelmélet Zermelo-Fraenkel-axiómarenszerének egyik axiómája.
Eszerint
Minden nem üres H halmaznak van olyan eleme, mely diszjunkt H-hoz.
Nehéz lenne egyértelműen rámutatni, hogy mely erőteljes indokok vezettek a regularitás axiómája megköveteléséhez. Az axióma abban a korban keletkezett, amikor romantikus ábrándokat tápláltak aziránt, hogy megtalálható a halmazelmélet olyan axiómarendszere, mely egyértelműen határozza meg a halmazok "világát", azaz amely axiómarendszer kategorikus (ez részben David Hilbert megalapozási programjának is része volt). Thoralf Skolem utalt először olyan, az addigi axiómáktól feltehetően független halmazelméleti kijelentésekre, melyek axiómaként történő felvétele alkalmas lehet a kategorikusság eléréséhez, tehát a szándékolt modell megtalálásához.
Ebből a gondolatkörből került ki az a követelmény, hogy tiltsuk meg az olyan eseteket, amikor egy halmaz eleme saját magának. A témakörben jelentős eredményt ért el Neumann János, amikor megmutatta, hogy a regularitás fent említett kijelentése relatív konzisztens a maradék-axiómarendszerre vonatkozóan, azaz ha ZF axiómái ellentmondásmentesek a regularitás nélkül, akkor azzal együtt is ellentmondásmentesek.
Ha a regularitás axiómája független a többi axiómától, akkor joggal feltételezhető, hogy az ellenkezőjét feltéve is értelmes halmazelméletet kapunk. Vannak olyan halmazelméletek, melyek nem teszik fel axiómaként a regularitást. Ezt egyrészt azzal az indokkal teszik, hogy a matematika tetemes részének halmazelméleti felépítéséhez nem szükséges ennek megkövetelése, másrészt vannak olyan halmazelméletek, melyek pont úgy kívánják kiterjeszteni a halmazelmélet hatókörét, hogy tagadják a regularitást. Ez utóbbi típusú halmazelméleteket nevezik nemsztenderd halmazelméleteknek, melyeknek érdekes esete az Aczél Péter által bevezetett anti-fundáltsági axiómára alapuló halmazelmélet.

## Formális nyelvi megfogalmazás
A ZF-halmazelmélet elsőrendű nyelvében az axióma pontos alakja a következő:
{\displaystyle (\forall x)(\,x\neq \emptyset \;\rightarrow \;(\exists y)(\,y\in x\;\wedge \;x\cap y=\emptyset \,)\,)}
ahol a következő rövidítéseket használtuk:
{\displaystyle (x\neq \emptyset )\;:=\;(\exists z)(z\in x)} ill.
{\displaystyle (x\cap y=\emptyset )\;:=\;\neg (\exists z)(z\in x\wedge z\in y)}
Érdekességként említjük meg, hogy kigondolhatunk olyan halmazt, mely ellentmondani látszik a regularitás axiómájának. Barwise és Etchemendy példája a következő halmaz:
{\displaystyle \{\{\{\dots \{\dots \}\dots \}\}\}}
Mint látható, ez egy egyelemű halmaz, melynek eleme éppen saját maga. Nyilvánvaló, hogy ennek az objektumnak minden eleme (az az egy) rendelkezik közös elemmel a teljes egészhez képest, van közös része saját magával. A paradoxon feloldása, ha látjuk, hogy ez a halmaz csak a naiv halmazelméletben fogalmazható meg. Létét azonban a sztenderd halmazelmélet semmilyen axiómája nem biztosítja.

## Kapcsolat aRussell-osztállyal
Ennek az axiómának a következménye, hogy halmaz nem lehet saját magának eleme, vagyis az
{\displaystyle (\forall x)(x\notin x)}
kijelentés a sztenderd halmazelméletben tétel. A Russell-osztályról, (aminek halmaz volta vezetett a naiv halmazelmélet ellentmondásosságához) mely nem más, mint
{\displaystyle \mathbf {Ru} :=\{x\mid x\notin x\}}
a regularitás axiómája nélkül nem tudnánk, hogy mennyire tág valódi osztály, de az axiómával együtt már világos, hogy Ru-ba az összes halmaz beletartozik, azaz Ru = Set.
Ha valamely x halmazra x ∈ x teljesülne – tehát, például ha nem tennénk fel a regularitást – akkor ennek a halmazelméletnek az ∈ szimbóluma inkább lenne egyfajta gráfelmélet "élnek lenni" relációja, ahol az x ∈ x tulajdonság hurokél megjelenését eredményezné. Kérdés, tehát, hogy matematikai filozófiai értelemben halmazelméletek-e a nemsztenderd halmazelméletek.

## Kapcsolat az impredikatív függvényekkel
Egy függvényt impredikatívnek nevezünk, ha értelmezve van saját magára. Az impredikativitás esetleg gondokat okozhat azokban az elméletekben, amikor egy függvény értékei igazságértékek, és pontosan akkor igaz saját magára, ha nem igaz magára. (Lásd bővebben: logikai grammatika) Ez a probléma formális rendszerekben, amikor egy predikátum típusú formula más természetű objektum, mint amire állítást tesz, általában nem jelentkezik. Mégis, a halmazelmélet specialitásából adódóan, vagyis abból, hogy bizonyos függvényei (például speciális igazságfüggvények) megfeleltethetők predikátumoknak, megjelenhetnek benne impredikatív jellegű objektumok.
Tekintsük halmazelméleti függvények alábbi osztályát:
{\displaystyle \mathbf {C} :=\{f\mid {\mathfrak {Funct}}(f)\wedge f\in Dom(f)\wedge Ran(f)=\{0,1\}\}}
itt {\displaystyle {\mbox{ }}_{{\mathfrak {Funct}}(f)}} azt a kijelentést jelenti, hogy "f függvény", C pedig azon függvények halmaza, melyek elemeik a saját értelmezési tartományuknak és a 0, 1 számokat veszik föl értékül. Legyen ezek után Impr olyan eleme C-nek, mely bizonyos C-beli elemeken értelmezett a következőképpen:
{\displaystyle Impr(f)=1,\;\;ha\;f(f)=0,}
{\displaystyle Impr(f)=0,\;\;ha\;f(f)=1}
Ha most Impr eleme a saját értelmezési tartományának (Impr ∈ Dom(Impr) ), akkor előáll a következő ellentmondás:
{\displaystyle Impr(Impr)=0\Leftrightarrow Impr(Impr)=1}
Ha tehát a halmazelmélet ellentmondásmentes, akkor nincs ilyen Impr függvény. Persze, azt nem tudjuk, hogy ellentmondásmentes-e a halmazelmélet, mert ezt mindeddig csak jelentéktelen részelméleteire tudták igazolni.
A regularitás axiómája megszünteti az ellentmondás felbukkanásának fenti formáját, ugyanis lentebb kiderül, hogy nincsenek olyan E, F és G halmazok, melyekre E ∈ F ∈ G ∈ E teljesülne, hiszen ez végtelen leszálló halmazsorozatot eredményezne. Ekkor viszont olyan függvény sincs, melyet tartalmazna saját értelmezési tartománya, hiszen ez pont a fenti típusú relációláncolat megjelenését jelentené. (Ugyanis: f ∈ Dom(f) ⇔ (f,y) ∈ f (alkalmas y-nal) ⇔ {{f},{f,y}} ∈ f ⇒ f ∈ {f} ∈ {{f},{f,y}} ∈ f ). Ez azt jelenti, hogy a regularitást is tartalmazó axiomatikus halmazelmélet nem impredikábilis és így nagyobb "esélye" van arra, hogy ellentmondásmentes legyen.

## Az axióma közvetlen következményei

### Nincs saját magát tartalmazó halmaz
Tétel – A regularitás axiómájának következménye, hogy nincs olyan halmaz, mely saját magát elemként tartalmazná, azaz a ZF-halmazelméletben a
{\displaystyle \neg (\exists x)(x\in x)}
formula tétel.
Bizonyítás. Legyen H olyan halmaz, melyre H ∈ H teljesül. Ekkor a páraxióma miatt létezik a {H} halmaz. A regularitás axiómája szerint a {H} nemüres halmaznak létezik olyan eleme, mely diszjunkt {H}-hoz. Mivel {H} egyetlen eleme H, ezért ez csak H lehet, tehát
{\displaystyle H\cap \{H\}=\emptyset }.
Viszont H-nak eleme H, így
{\displaystyle H\in H\cap \{H\}},
ami ellentmond az előző megállapításnak.
Megjegyzés. Lényeges, hogy a fenti bizonyításban felhasználtuk a páraxiómát. Ha ugyanis azt nem tettük volna, akkor a fenti módon csak annyit láthattunk volna be, hogy
nem létezik olyan halmaz, melynek egyetlen eleme saját maga.
A páraxióma felhasználása nélkül azonban például egy
{\displaystyle H=\{\{\emptyset \},H\}}
tulajdonságú H halmaz nem feltétlenül és közvetlenül vezet ellentmondásra. (Hiszen H biztosan diszjunkt egy elemétől, éspedig az üreshalmazt tartalmazó halmaztól.)

### Végtelen leszálló halmazsorozat tiltása
Tétel – A regularitás axiómájából levezethető, hogy nem létezik végtelen leszálló halmazsorozat, azaz nem létezik olyan (Hn) halmazsorozat, melyre Hn+1 ∈ Hn.
Bizonyítás. Tegyük fel, hogy létezik ilyen halmazsorozat. Legyen
{\displaystyle S:=\{H_{n}\mid n\in \mathbb {N} \}}.
Mivel S nemüres, ezért létezik olyan Hk eleme, melyre
{\displaystyle H_{k}\cap S=\emptyset }
Ám, a szóban forgó sorozat definíciója miatt Hk+1 mind S-nek, mind Hk-nak eleme, azaz ellentmondásra jutottunk.
Tétel – ZFC-ben (azaz a kiválasztási axiómával bővített Zermelo-Fraenkel halmazelméletben) a regularitás axiómája ekvivalens azzal a kijelentéssel, hogy nem letezik végtelen leszálló halmazsorozat.
Bizonyítás. Indirekten bizonyítunk. Legyen H olyan nemüres halmaz, melynek van valamely elemével közös eleme. Legyen a g függvény a H nemüres részhalmazainak halmazán értelmezett kiválasztófüggvény, azaz
{\displaystyle g:{\mathcal {P}}(H)\!\setminus \!\{\emptyset \}\rightarrow H}, melyre minden {\displaystyle K\in {\mathcal {P}}(H)\!\setminus \!\{\emptyset \}} esetén {\displaystyle g(K)\in K} (ilyen a kiválasztási axióma miatt létezik).
Ekkor a kiválasztási axiómával kombinált rekurzió tétele értemében létezik a következő rekurzív módon definiált halmazsorozat:
{\displaystyle H_{0}:=g(H)\;}
{\displaystyle H_{n+1}:=g(H_{n}\cap H)}
Mely leszálló, abban az értelemben, hogy minden n természetes számra Hn+1 ∈ Hn.

### ∈-indukció séma
Tétel – ZFC-ben a regularitás axiómája ekvivalens az ∈-indukció sémával, azaz a következővel:
{\displaystyle [(\forall x)\left((\forall y)((y\in x)\rightarrow \varphi (y))\rightarrow \varphi (x)\right)]\rightarrow (\forall x)\varphi (x)}
Azaz, ha a {\displaystyle {\mbox{ }}_{\varphi }\,} formula azzal a tulajdonsággal rendelkezik, hogy igaz minden olyan halmazra, aminek az elemeire is igaz, akkor a formula minden halmazra igaz.

### Akumulatív hierarchia
A kumulatív hierarchiát transzfinit rekurzióval a következőképpen definiáljuk.
{\displaystyle V_{0}=\emptyset }. {\displaystyle V_{\alpha +1}={\mathcal {P}}(V_{\alpha })}, ahol {\displaystyle {\mathcal {P}}(V_{\alpha })} a {\displaystyle V_{\alpha }} halmaz hatványhalmazát jelöli és végül {\displaystyle V_{\alpha }=\bigcup \{V_{\beta }:\beta <\alpha \}}, ha {\displaystyle \alpha } limesz rendszám.
Tétel – A regularitás axiómája ekvivalens azzal, hogy minden halmaz eleme valamelyik V{\displaystyle {\mbox{ }}_{\alpha }\,}-nak alkalmas {\displaystyle {\mbox{ }}_{\alpha }\,} rendszámmal.
A Tétel tehát, kissé bizarr módon, azt fejezi ki, hogy a regularitási axióma pontosan akkor igaz, ha az egész univerzum a „semmi”-ből épül fel (a hatványhalmazképzés transzfinit alkalmazásával).